# Operace Clay

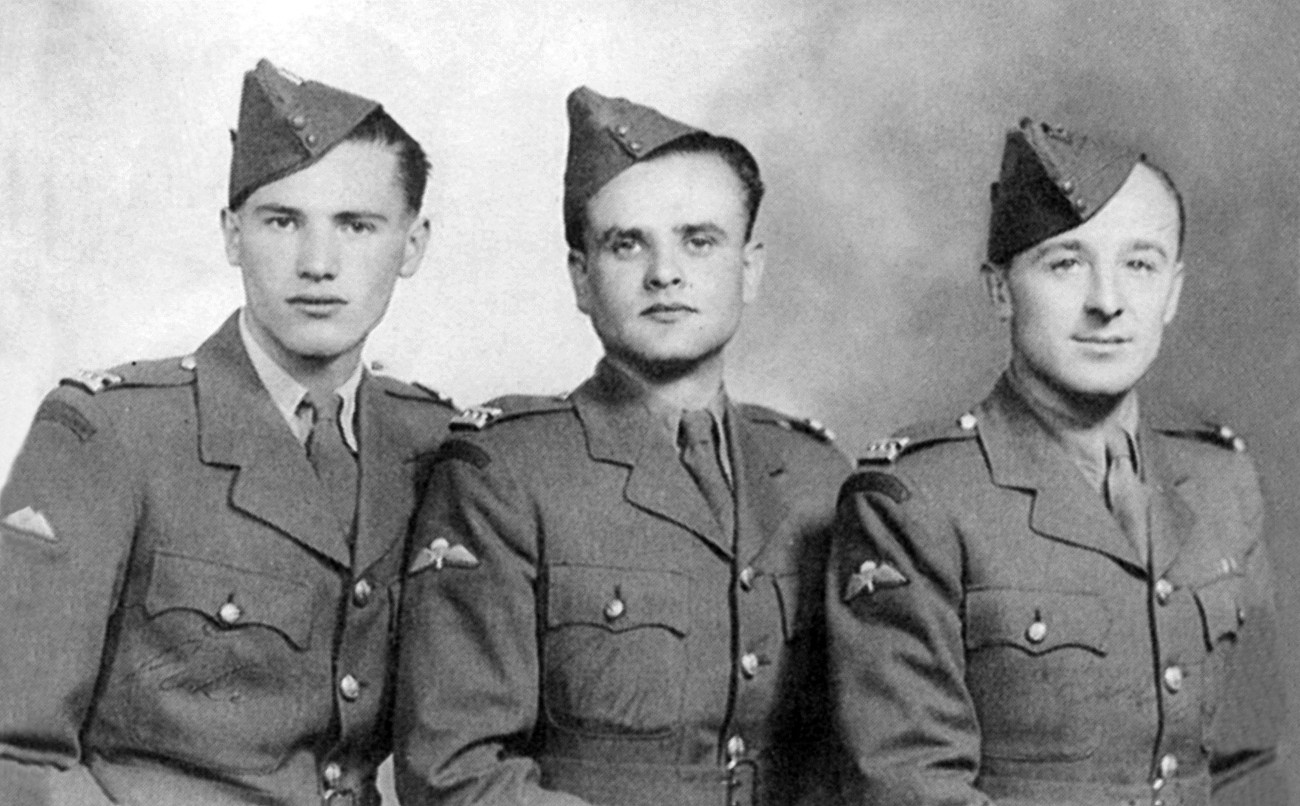
Členové paradesantního výsadku CLAY (Clay–Eva) před odchodem z Anglie (léto 1943): Čestmír Šikola, Jiří Štokman, Antonín Bartoš

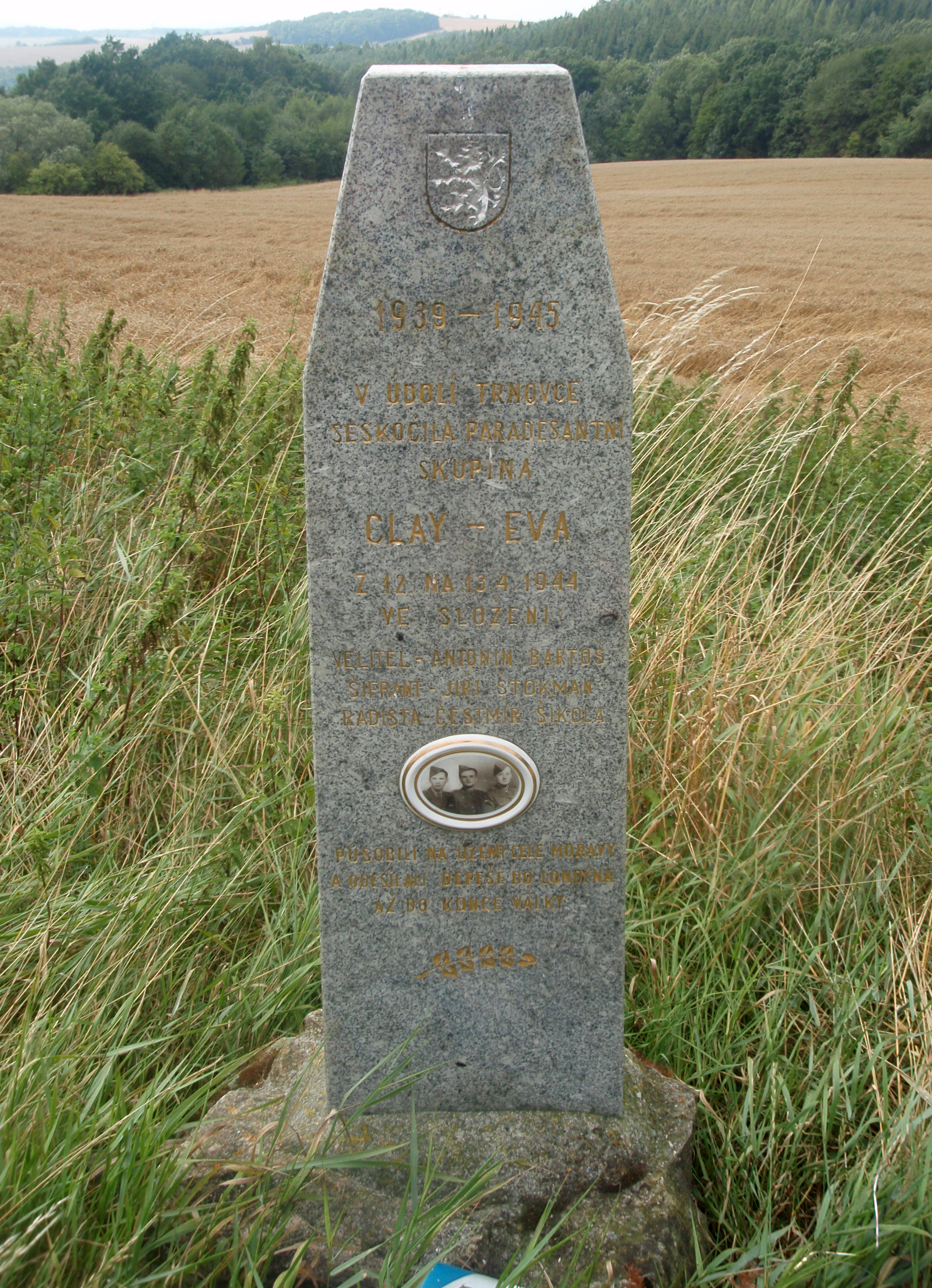
Památník v Hostišové

Operace Clay (též uváděný jako Clay-Eva; Eva byl krycí název jejich radiostanice) byl krycí název pro paradesantní výsadek vyslaný během II. světové války z Anglie na území Protektorátu Čechy a Morava. Byl organizován zpravodajským odborem exilového Ministerstva národní obrany a řazen byl do třetí vlny výsadků.

## Složení a úkoly
Desant tvořil čet. asp. Antonín Bartoš, čet. asp. Jiří Štokman a radista čet. asp. Čestmír Šikola. Jejich úkolem byl sběr zpravodajských informací na severovýchodní Moravě a jejich předávání do Londýna a dále spolupráce s domácím odbojem na organizaci boje proti okupantům. Pro spojení se zahraničím byl desant vybaven radiostanicí s krycím názvem Eva.

## Činnost
Desant byl vysazen 13. dubna 1944 u obce Hostišová (společně se skupinou Carbon). Po třídenním pochodu se dostali do Bystřice pod Hostýnem, kde se ukryli. První depeši odeslali 30. dubna. V prostoru Valašska a Slovácka vybudovali síť spolupracovníků zaměřenou na sběr informací. Zároveň s organizací sítě odbojářů pomáhali i příslušníkům Carbonu. Ubytováni byli na dnes již bývalé samotě č.p. 72 v Čejči u paní Anny Koskové, členky komunistické odbojové skupiny Moravská rovnost, která jim poskytovala stravu, ubytování a ochranu před složkami Wehrmachtu v okolních vesnicích. Za to po konci války obdržela Čs. řád Za svobodu I. třídy. 
Na podzim 1944 se do sítě vytvořené desantem Clay podařilo proniknout dvěma konfidentům gestapa. Díky tomu, že prostřednictvím londýnského rozhlasu byli oba konfidenti, František Bednář a František Šmíd oznámeni jako prověření (?), podařilo se brněnskému gestapu získat informace o příslušnících sítě skupiny Clay a do února 1945 ji zlikvidovat (Šmíd byl 7. února 1945 popraven odbojáři, tvořícími civilní podporovatelskou síť 1. partyzánské brigády Jana Žižky z Trocnova). 
Příslušníkům Claye se poté, co byli překvapeni gestapem v Tvrdonicích, podařilo prostřílet a ukrýt v Hruškách a v Josefově, kde znovu navázali spojení s Londýnem. Později se přidali k partyzánům. Prostřednictvím radiostanice Eva odeslali 800 zpráv a oznámili desítku míst pro shozy zbraní. Díky své rozsáhlé zpravodajské činnosti patřil Clay k nejúspěšnějším desantům. František Šmíd (nar. 5.10.1913, pocházel z Chrlic u Brna, dnes Brno-Chrlice) byl do okupace dlouholetý funkcionář Komsomolu - mládežnické organizace KSČ a absolvent školy V. I. Lenina v Moskvě. Na začátku okupace byl technickým vedoucím ilegálního krajského vedení KSČ v Brně. V létě 1940 byl zatčen brněnským gestapem (referát II A - potírání komunistického odboje, vedoucí: SS-hauptsturmfuhrer kriminální rada Otto Koslowski). 19. prosince 1940 byl F. Šmíd převezen do vězení ve Wohlau a později do věznice ve Waldheimu v Sasku. Na konci listopadu 1942 se stal konfidentem brněnského gestapa č.B-105. Měl několik krycích jmen, např. Franta Dlouhý. 23. července 1944 ve 20:30 h v českém vysílání BBC byl domácí odboj varován před Stanislavem Jizerou, Viktorem Ryšánkem, Karlem Paprskářem a F. Šmídem, konfidenty brněnského gestapa. F. Šmíd se poté přesunul ze západní Moravy do Beskyd na Valašsko, kde se stal partyzánským kurýrem. Vedle něj tam působil Miroslav Jašek, další konfident gestapa (krycí č.MO-50). Po popravě F. Šmída 7. 2. 1945 (ve Valašském Meziříčí v Nádražní ulici 28, kde také pochovali jeho mrtvolu) u něj odbojáři našli mj. 5 občanských průkazů na různá jména  a odpovídající pracovní knížky. Dále seznam 90 odbojářů, kteří měli být zatčeni gestapem, jména členů ilegálního Zemského nár. výboru v Brně, plán úkrytu partyzánské skupiny Orlov a hesla s kódy pro shozy zbraní ze spojeneckých letadel . 